# روان بوتس
روان بوتس (بالإنجليزية: Ruan Potts؛ مواليد 24 أغسطس 1977) هو مُقاتل فنون قتالية مختلطة جنوب إفريقي.

## وصلات خارجية
- روان بوتس على موقع يو إف سي (الإنجليزية)
- روان بوتس على موقع شيردوغ (الإنجليزية)
- روان بوتس على موقع IMDb (الإنجليزية)